# Silvia Manto
Silvia Manto, nome d'arte di Maria Luisa Mantovani (Pesaro, 26 dicembre 1916 – Venezia, 1º febbraio 1985), è stata un'attrice italiana.

## Biografia
Studia lingue estere presso la facoltà di Venezia; nel 1935 si trasferisce a Roma per seguire i corsi di recitazione del Centro sperimentale di cinematografia, ottenendo il diploma nel 1937, iniziando a lavorare nel cinema ancora studentessa. Debutta nel 1936, diretta da Guido Brignone nella pellicola Nozze vagabonde.
Nel 1943 è a Venezia durante la RSI, per lavorare presso gli studi della Giudecca, partecipando a quattro film. Nel dopoguerra torna davanti alla cinepresa nel 1947, ma saranno solo due i film che la vedranno partecipare, per cessare la sua attività definitivamente nel 1952.

## Filmografia

Silvia Manto ne L'ultimo sogno (1947)

- Nozze vagabonde, regia di Guido Brignone (1936)
- L'ultima nemica, regia di Umberto Barbaro (1938)
- Cuori nella tormenta, regia di Carlo Campogalliani (1940)
- Divieto di sosta, regia di Marcello Albani (1942)
- Noi vivi, regia di Goffredo Alessandrini (1942)
- Addio Kira!, regia di Goffredo Alessandrini (1942)
- L'angelo del crepuscolo, regia di Gianni Pons (1942)
- La buona fortuna, regia di Fernando Cerchio (1944)
- Rosalba, regia di Ferruccio Cerio e Max Calandri (1944)
- Ogni giorno è domenica, regia di Mario Baffico (1946)
- L'ultimo sogno, regia di Marcello Albani (1947)
- Sangue a Ca' Foscari, regia di Max Calandri (1947)
- Rocambole, regia di Jacques de Baroncelli (1947)
- Il moschettiere fantasma, regia di Max Calandri (1952)

## Doppiatrici
- Lydia Simoneschi in Cuori nella tormenta
- Giovanna Scotto in L'ultimo sogno